# Louis-Philippe Fiset
Louis-Philippe Fiset (Saint-Cuthbert, 11 janvier 1854 - Montréal, 4 septembre 1934 à l'âge de 80 ans) est un homme politique québécois. Il a été député de la circonscription de Saint-Maurice à l'Assemblée nationale du Québec, de 1900 à 1908, sous la bannière du Parti libéral du Québec.